# 아래볼기동맥
아래볼기동맥(inferior gluteal artery, sciatic artery) 또는 하둔동맥(下臀動脈)은 속엉덩동맥의 두 종말가지 중 작은 쪽 동맥이다. 주로 볼기와 넓적다리 뒤쪽에 혈액을 공급한다.
엉치신경얼기의 신경과 궁둥구멍근를 따라, 속음부동맥 뒤쪽에서 아래쪽으로 주행한다. 큰궁둥구멍의 아래쪽 부분을 통해, 궁둥구멍근과 꼬리근 사이에서 골반을 빠져나온다.
골반을 빠져나온 후에는 넙다리뼈의 큰돌기와 궁둥뼈의 결절 사이의 틈을 따라 주행한다. 이 구간에서 주행하는 동안 큰볼기근에 덮여 있으며, 궁둥신경과 뒤넙다리피부신경이 함께 주행한다. 넓적다리 뒤쪽을 따라 내려오면서 피부에 분포하며, 관통동맥의 가지와 문합한다.

## 추가 이미지

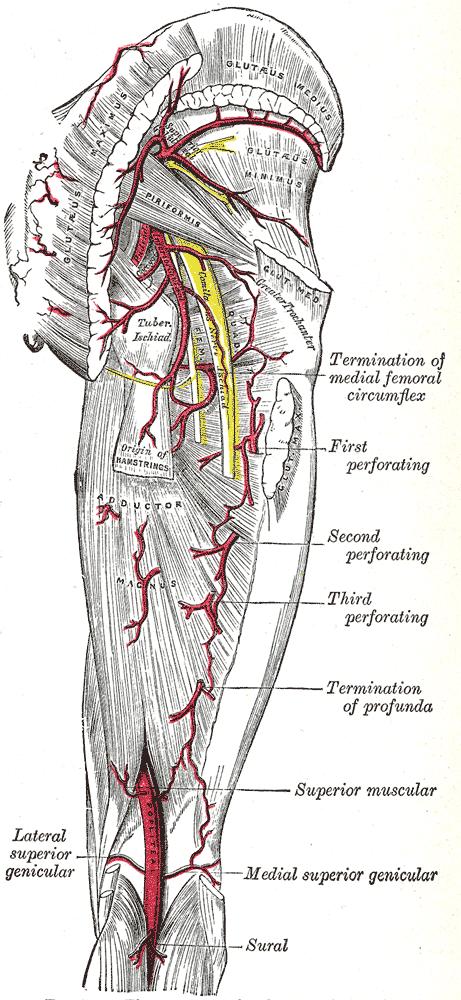
볼기와 넓적다리 뒤쪽 부위의 동맥.
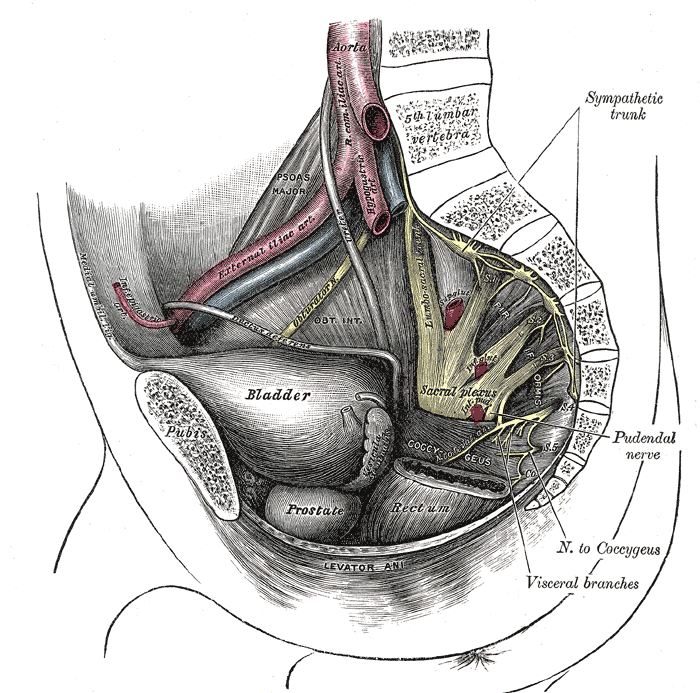
골반의 측면 벽 해부. 엉치신경얼기와 음부신경얼기가 나타나 있다.
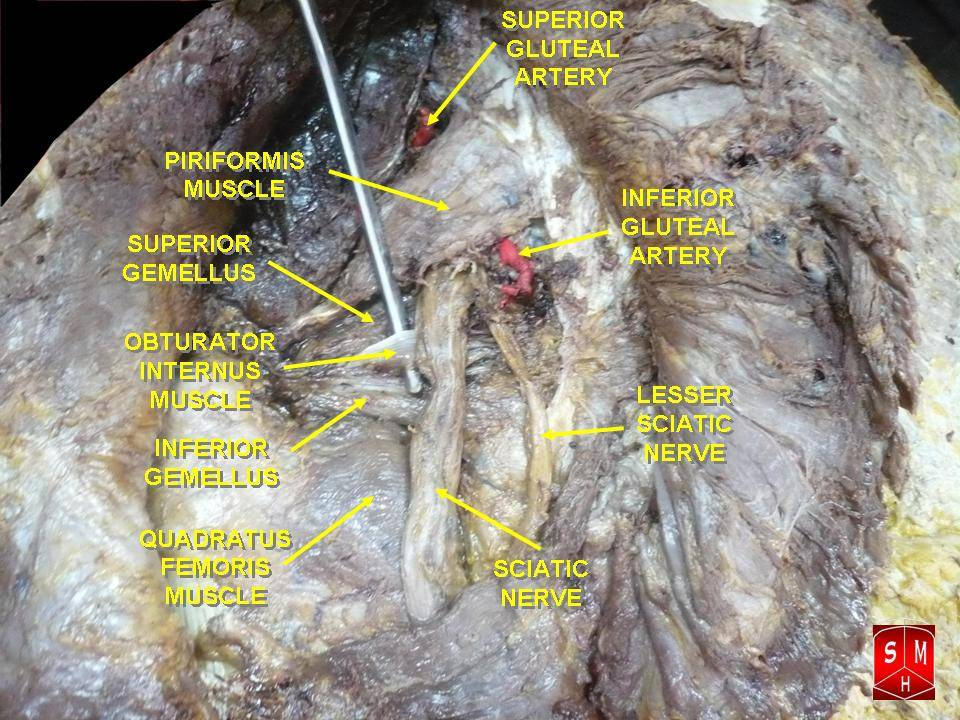
아래볼기동맥의 해부.

## 같이 보기
- 위볼기동맥

## 참고 문헌
이 문서는 현재 퍼블릭 도메인에 속하는 그레이 해부학 제20판(1918) page 620의 내용을 기초로 작성된 글이 포함되어 있습니다.
1. 1 2 3  Hamdi, Moustapha; Gagnon, Alain R. (2009). 〈CHAPTER 28 - Gluteus flap〉. 《Flaps and Reconstructive Surgery》 2. Saunders (imprint). 377–395쪽. doi:10.1016/B978-0-7216-0519-7.00028-9. ISBN 978-0-7216-0519-7.